# Isfahán
Isfahán (persky اصفهان‎ – Eṣfahān) je třetím největším městem v Íránu po Teheránu a Mašhadu. Ve městě žije přibližně 1,96 milionu obyvatel. Isfahán je hlavním městem stejnojmenné provincie, zdejší náměstí Nakš-e džahán je zapsáno na seznamu UNESCO.

## Geografie

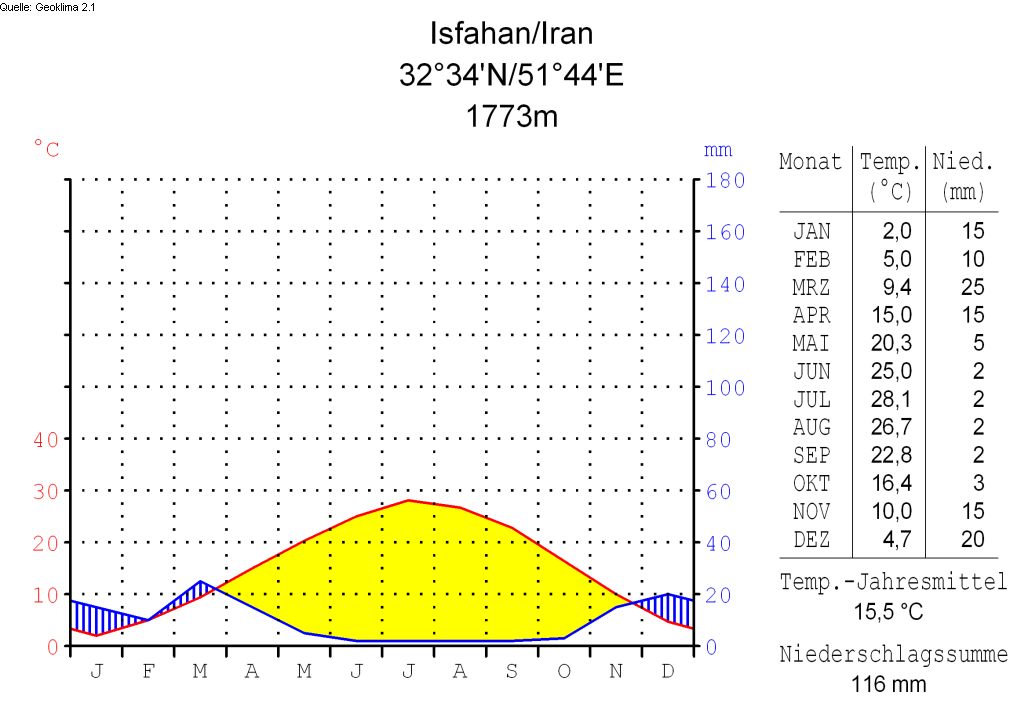
Klimadiagram Isfahánu

Isfahán se nachází v úrodné nížině kolem řeky Zájande rúd na úpatí pohoří Zagros. Panuje zde mírné podnebí s pravidelnými ročními obdobími. Ve vzdálenosti 90 km na sever od města neexistuje žádná překážka, která by tvořila hráz před chladnými severními větry. Samotné město leží na nejdůležitější dopravní křižovatce celého Íránu. Nachází se v nadmořské výšce 1574 m n. m. Průměrný roční úhrn srážek činí 355 mm, což je podobné jako např. u Denveru v Coloradu v USA. Roční teplota se obvykle pohybuje v rozmezí od 2 do 28 °C. Nejvyšší naměřená teplota činila 42 °C, nejnižší pak −19 °C.
Isfahán byl v historii jednou ze světových metropolí, jeho největší rozkvět probíhal přibližně v letech 1050–1722, zvláště pak v 17. století za vlády dynastie Safíovců. Ze všech íránských měst je pravděpodobně pro turisty nejatraktivnější.

## Historie

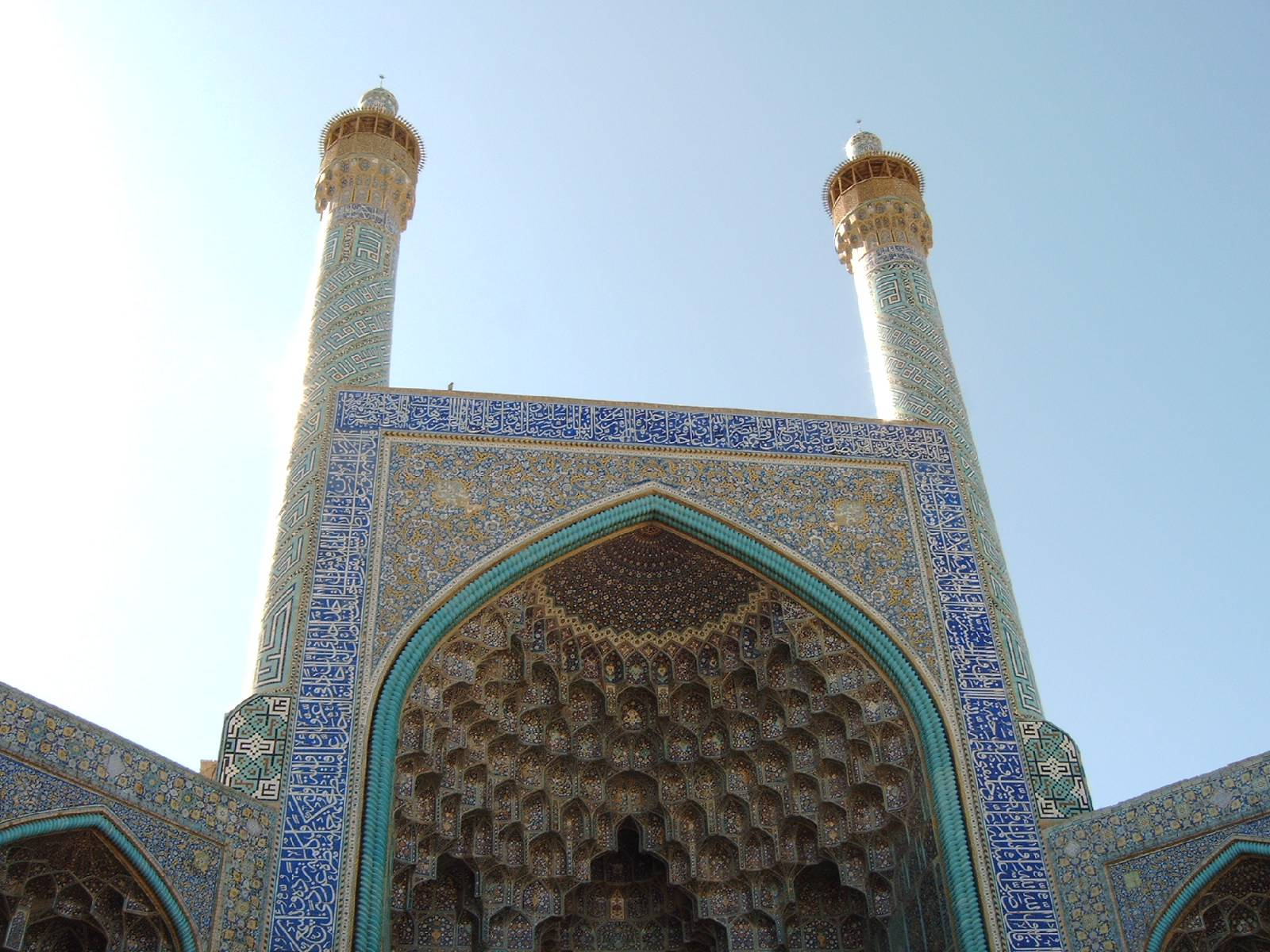
Šáhova mešita v Isfahánu

Archeologické výzkumy na území dnešního Isfahánu odhalily řadu artefaktů z období mezolitu, neolitu, doby bronzové a železné, první osídlení však lze datovat již do starší doby kamenné. Dávný Isfahán byl součástí říše Elamitů. Pod jménem Aspadana se stal jedním z center médské říše, následně připadl perským Achaimenovcům, Alexandru Velikému a Seleukovcům a po vymanění Persie z makedonské nadvlády Parthům. Isfahán byl tehdy hlavním městem rozlehlé provincie. Za vlády dynastie Sasánovců představoval vojenské centrum s velmi silným opevněním, přičemž poměrně velkou část jeho obyvatelstva tvořili křesťané a židé. Po pádu sásánovské říše se dostal pod nadvládu Arabů, za nich postupně ztrácel svůj význam. Ten znovu nabyl v 10. století během vlády Bújovců, šíitské dynastie z Tabaristánu. Za Málikšáha I. z dynastie Seldžuků se stal poprvé hlavním městem velkého státního útvaru a tím byla zahájena další éra jeho rozkvětu. V 11. století zde působil a učil slavný perský učenec, filozof a lékař Avicenna, označovaný za „otce moderní medicíny“ . Ve 13. století Isfahán dobyli a vyplenili nejprve Mongolové, v roce 1387 je následoval Tamerlán. Další období rozkvětu nastalo v 16. století, zejména za vlády Abbáse I. Velikého, který sem přesunul hlavní město safíovské říše, čímž se stal Isfahán opět metropolí Persie. V době Abbásovy vlády se ve městě nacházely parky, knihovny a mešity, které udivovaly evropské cestovatele. V roce 1722 však město po dlouhém obléhání dobyli Afghánci, kteří jeho velkou část změnili v ruiny. V současnosti se jedná o jedno z nejvýznamnějších center Íránu.

## Současný Isfahán
Dnešní Isfahán produkuje zejména koberce, textilie, ocel a provozují se zde řemesla. Nachází se zde také experimentální jaderné reaktory, s jejichž pomocí by mělo být produkováno jaderné palivo. Ve městě je mezinárodní letiště a jedna linka metra. V oblasti celého města funguje zhruba 2000 firem a jejich sídel, které využívají ekonomický, sociální a kulturní potenciál města. Působí zde několik významných univerzit. V Isfahánu mají sídlo dva fotbalové týmy a oba se pravidelně účastní íránské první ligy: Sepahán F. C. a F. C. Zob Ahán.

## Místní pamětihodnosti
Isfahán byl v historii velmi významným městem, proto se zde nachází řada pamětihodností a jiných zajímavých míst. Centrum města tvoří náměstí Nakš-e džahán, které se nachází na seznamu UNESCO, označuje se také jako Imámovo náměstí či Šáhovo náměstí. Známý je dále bulvár Čahár bágh-e Abbásí, který pro Isfahán znamená totéž jako pro Paříž Avenue des Champs-Élysées, paláce Alí Chapú, Čehel Sotún (okolní perská zahrada je chráněna UNESCEM) či Hašt Behešt (Palác osmi rájů), a také řada mešit, např. slavná Šáhova mešita, nazývaná též Imámova, mešita šejcha Loftolláha nebo Páteční mešita (Masdžid-e džámí, chráněna UNESCEM). V Isfahánu je i řada pozoruhodných mostů, např. most 33 oblouků, most Čúbí a most Khájú, a rozlehlé medresy, což jsou islámské náboženské školy založené při mešitách (nejznámější je Čahár bágh).
Nejsou zde však pouze islámské památky, příkladem křesťanské památky je katedrála Vank arménských křesťanů.

## Partnerská města
- Barcelona, Španělsko
- Florencie, Itálie
- Freiburg im Breisgau, Německo
- Havana, Kuba
- Istanbul, Turecko
- Jasy, Rumunsko
- Jerevan, Arménie
- Káhira, Egypt
- Kuala Lumpur, Malajsie
- Petrohrad, Rusko

## Galerie

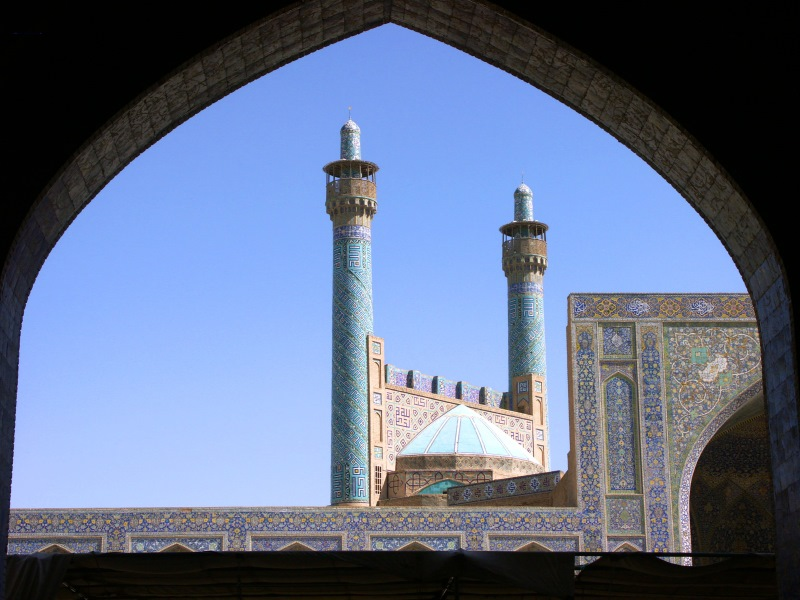
Minarety Šáhovy mešity
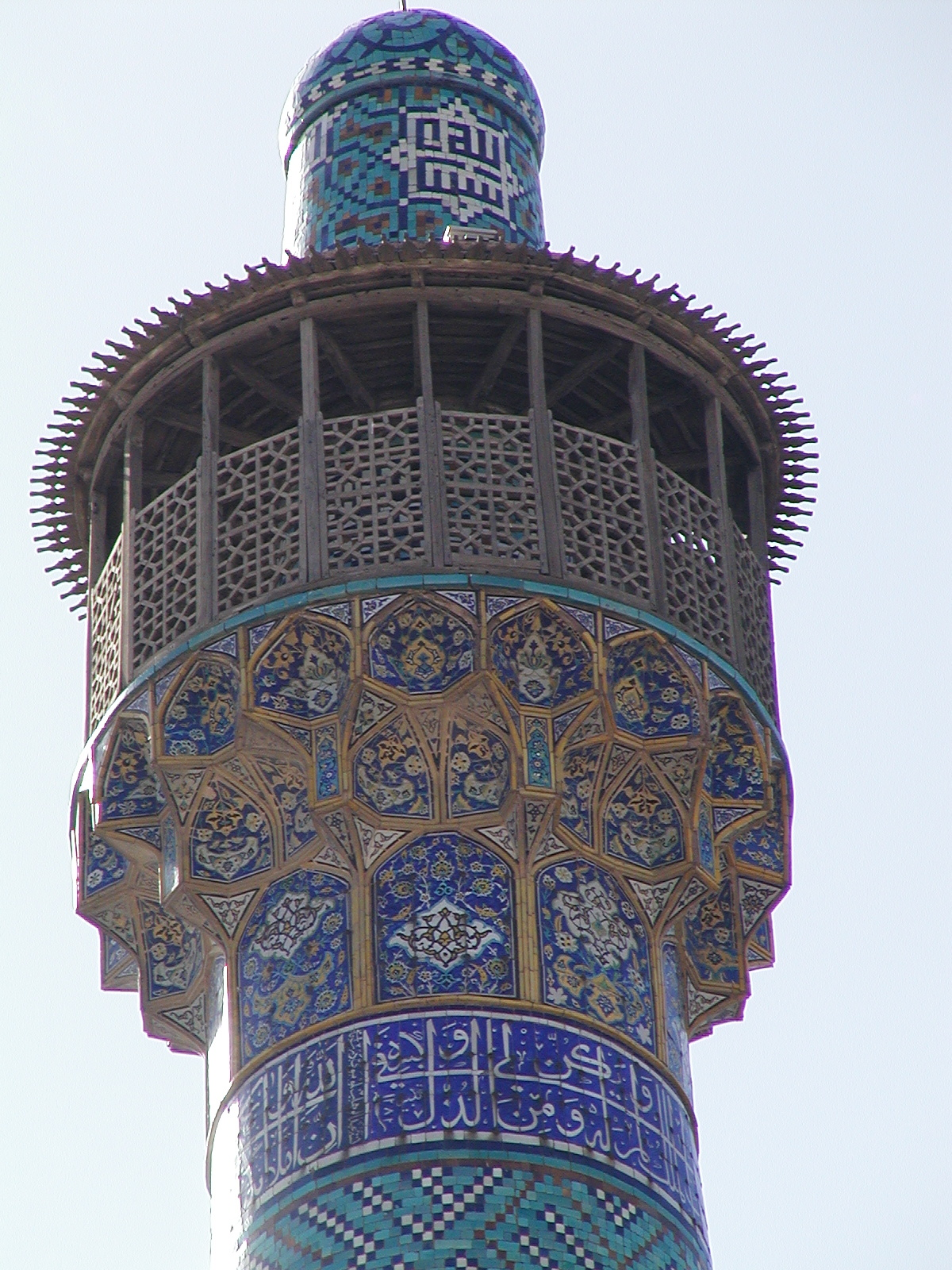
Detail minaretu Šáhovy mešity
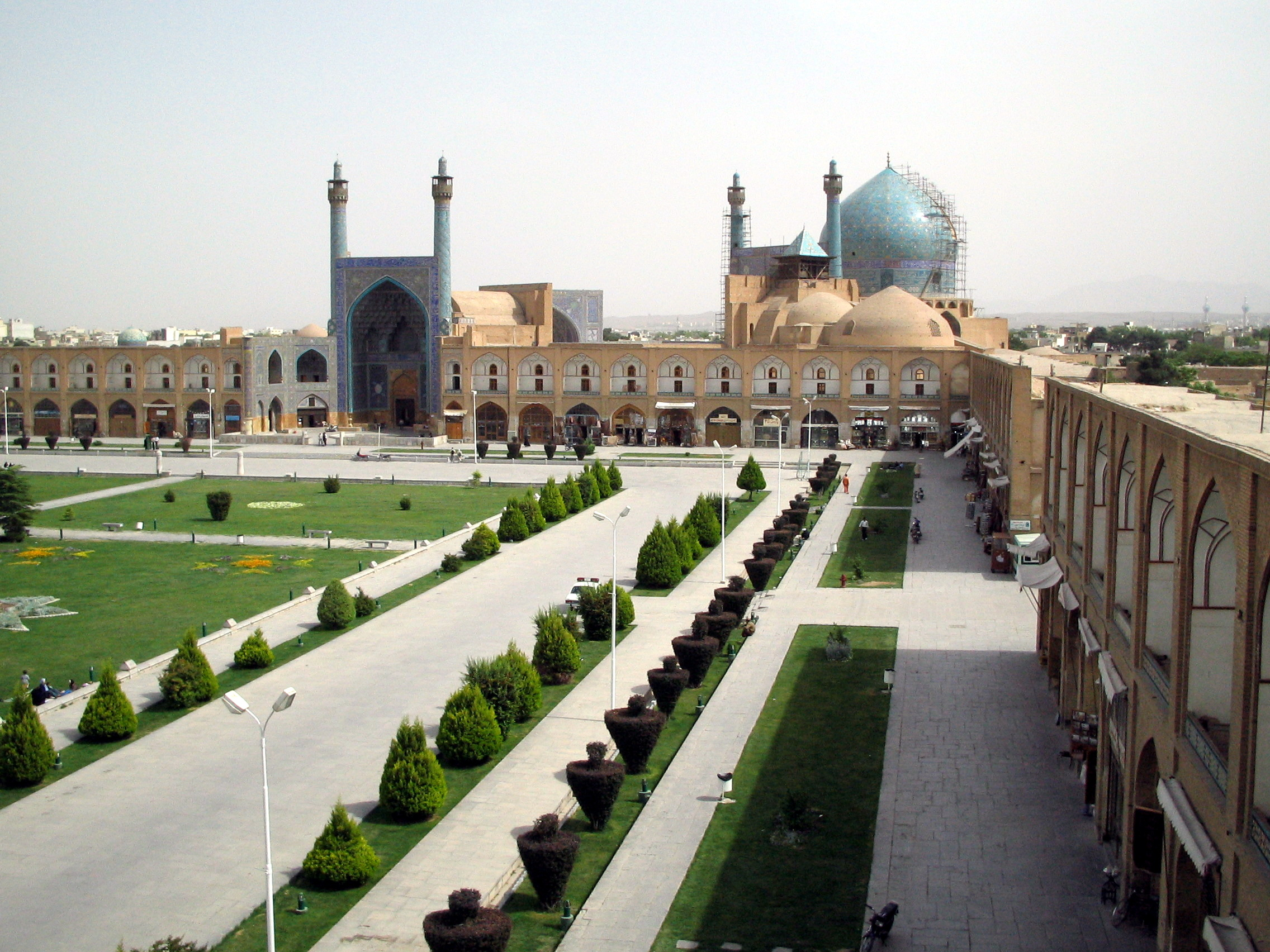
Náměstí Nakš-e džahán
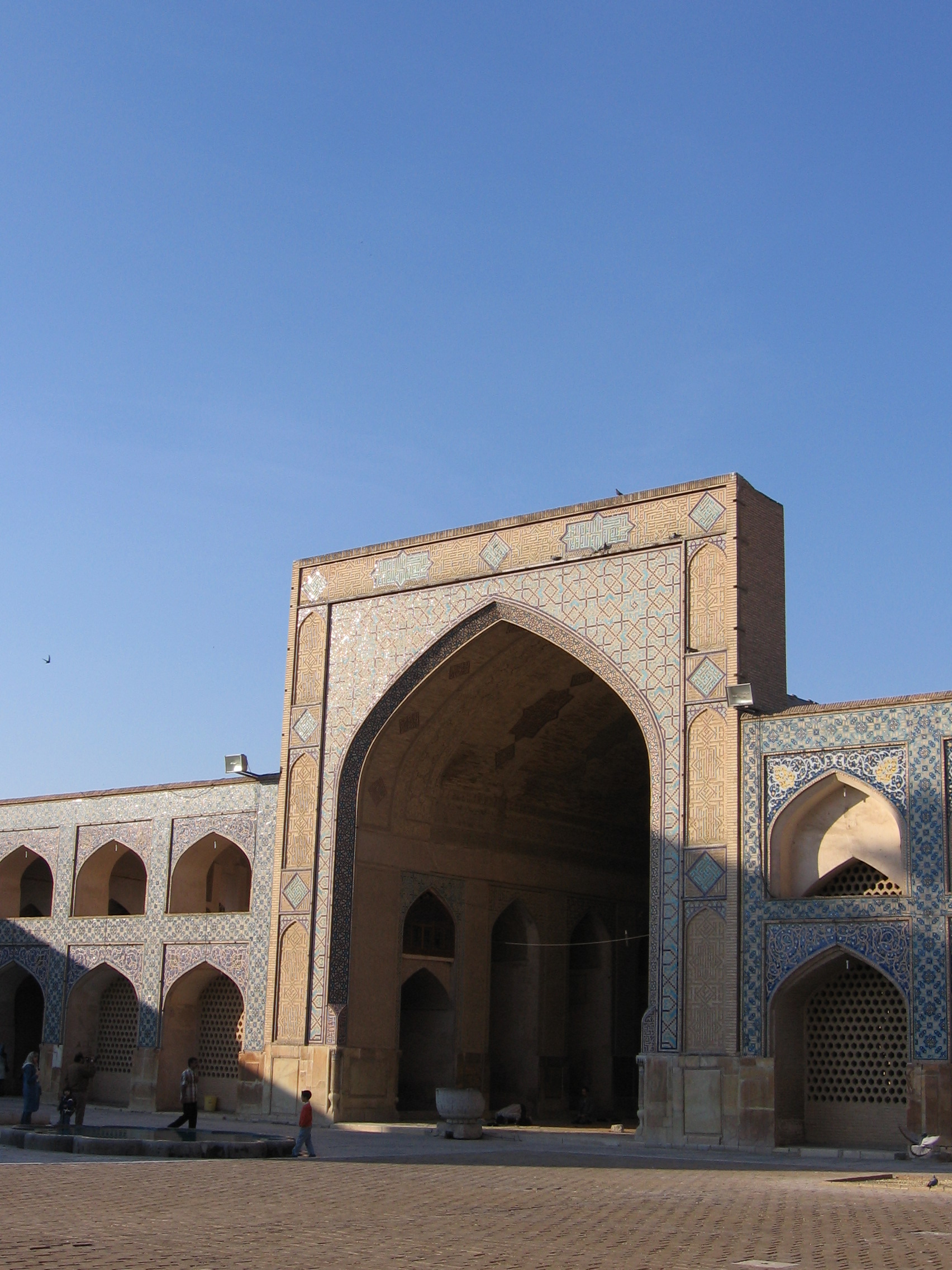
Páteční mešita, severní část
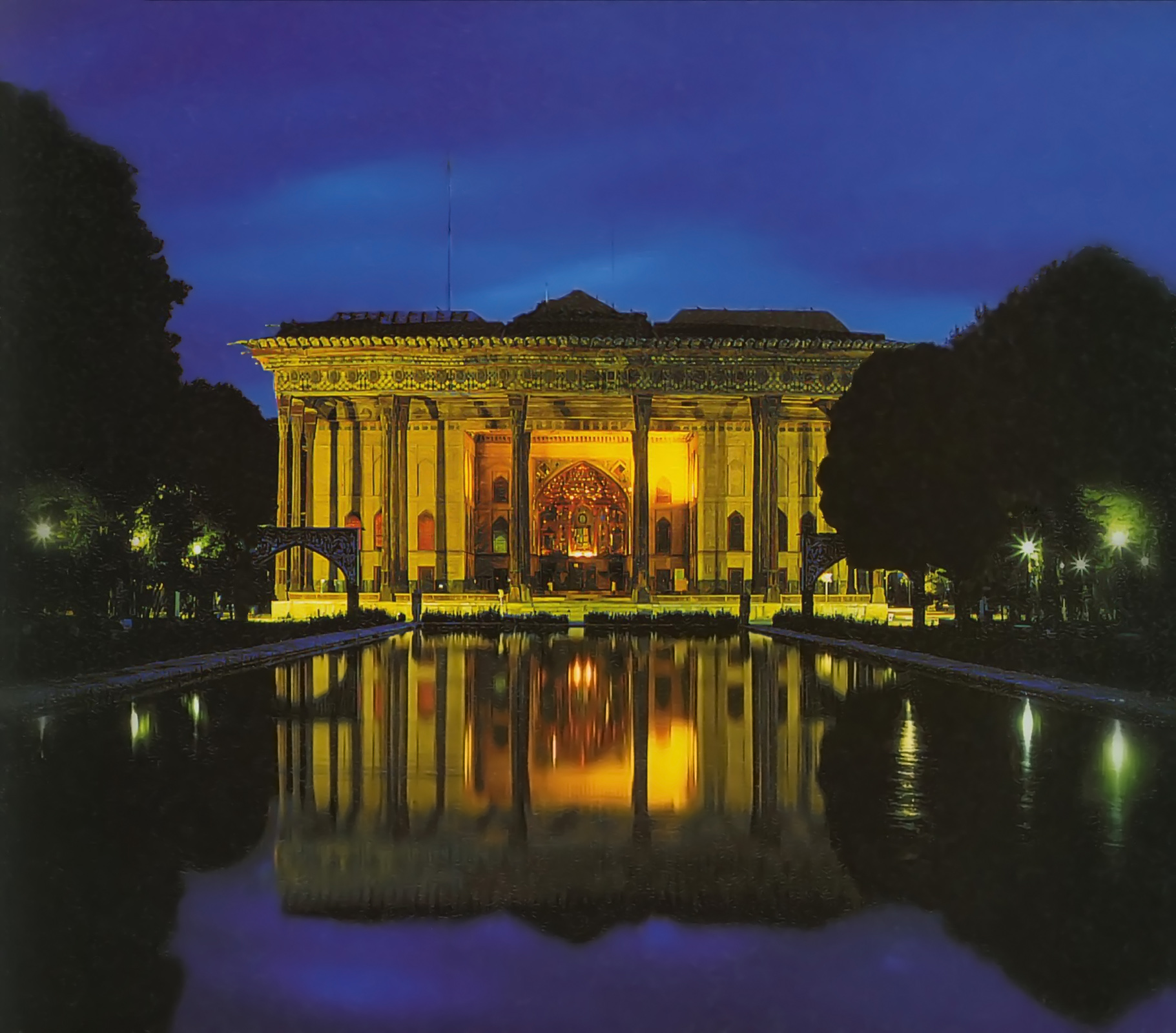
Palác Čehel Sotún
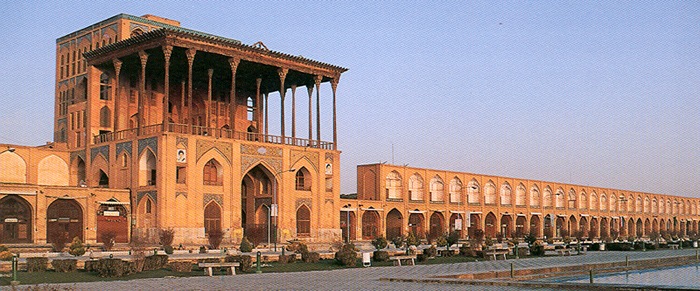
Palác Alí Chapú
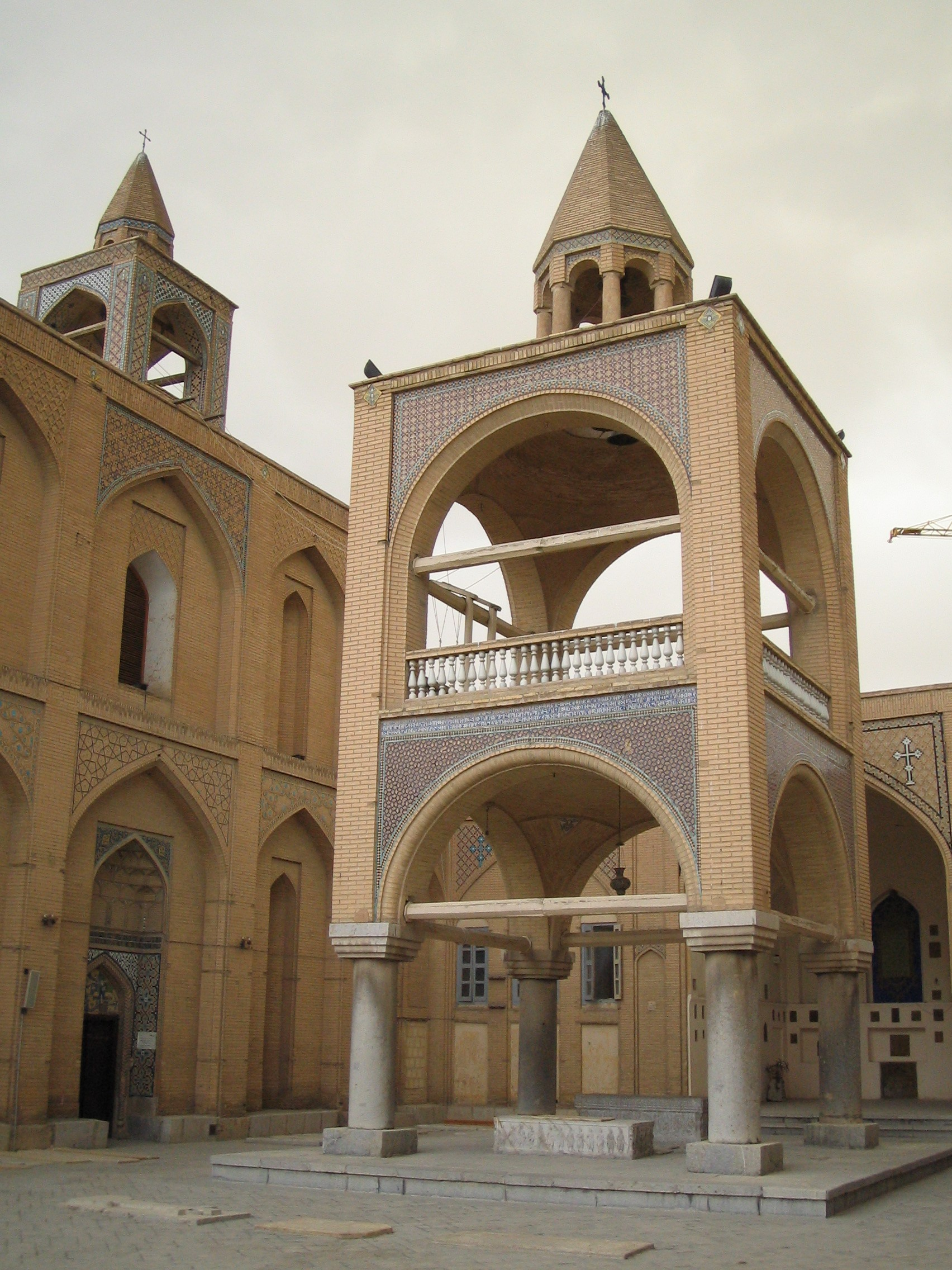
Katedrála Vank
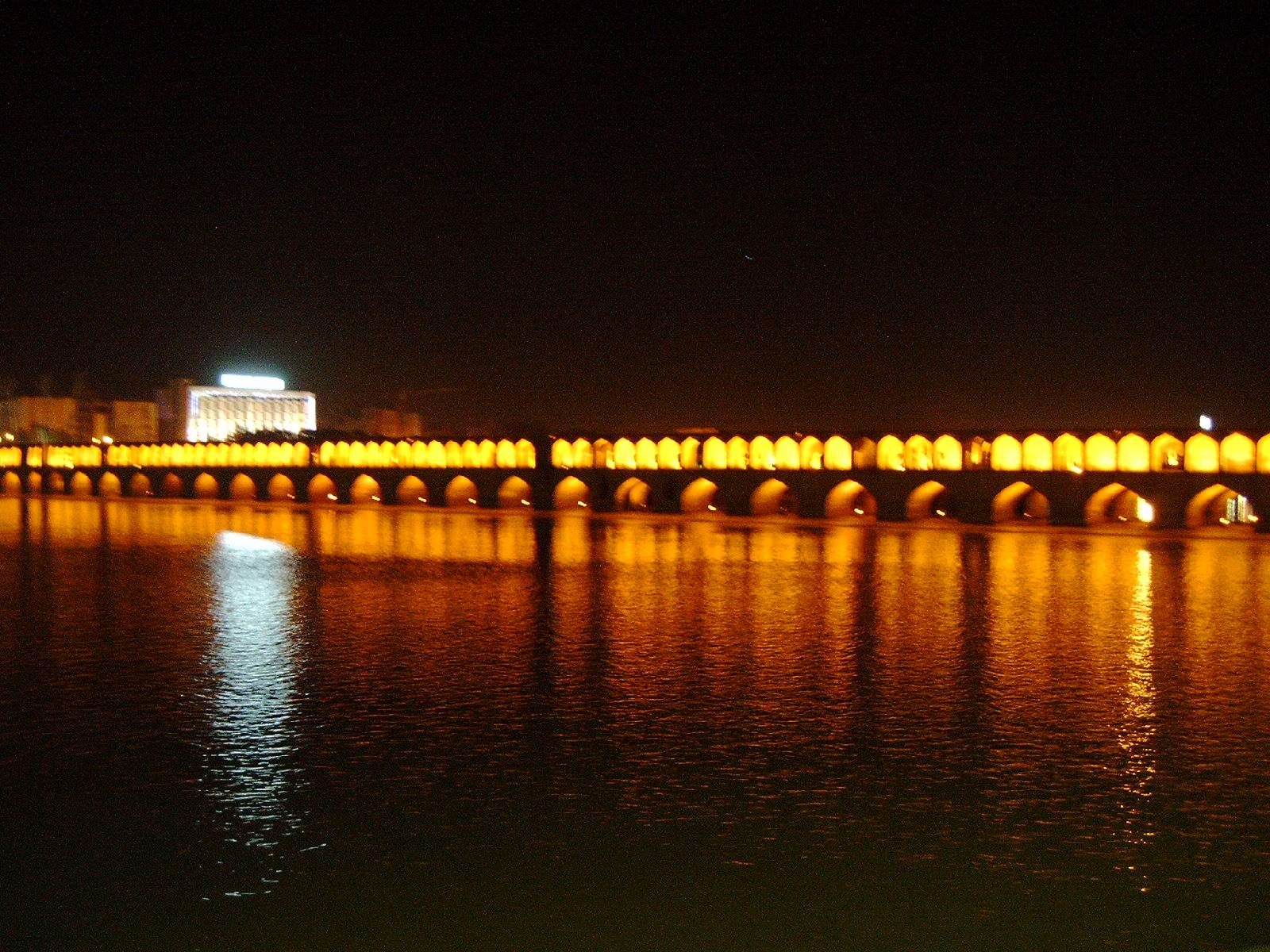
Most 33 oblouků (v noci)
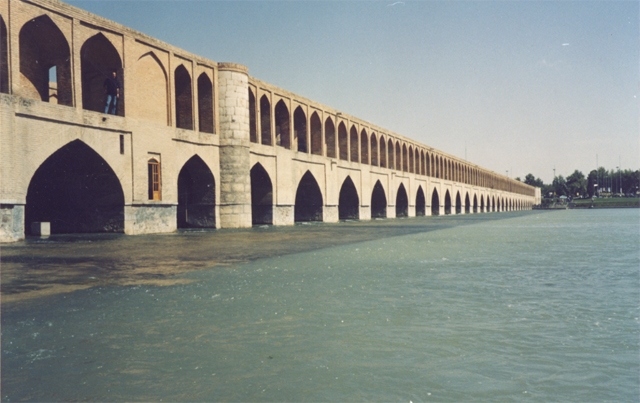
Most 33 oblouků (ve dne)